# Museum der Moderne Salzburg

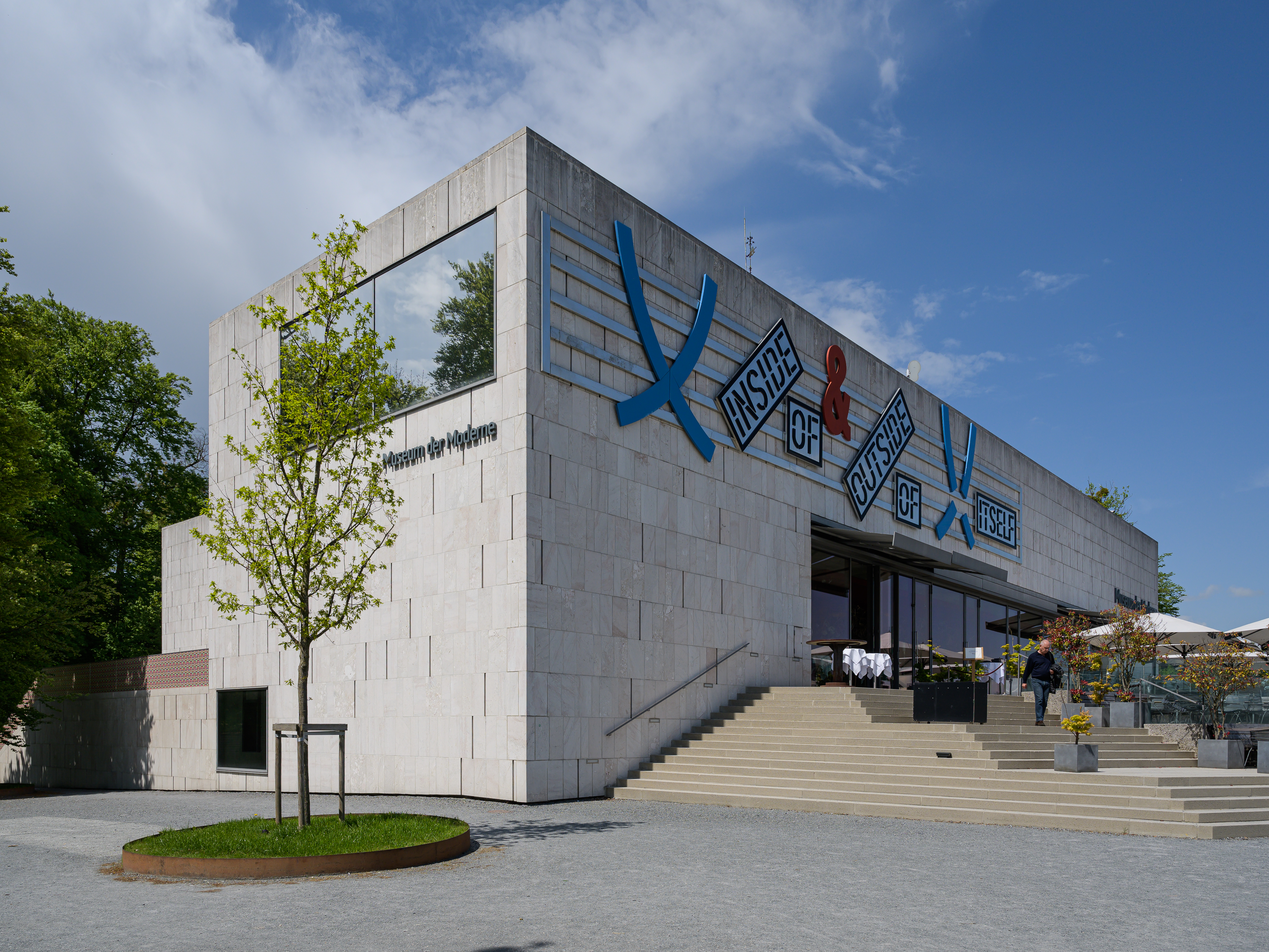
Fassade des Museum der Moderne Salzburg, Mönchsberg (2017)

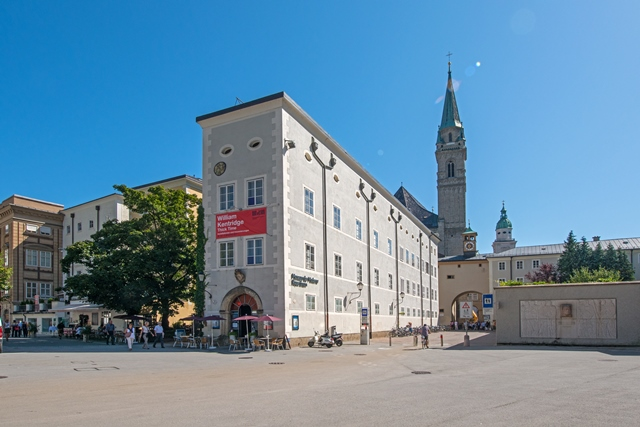
Das Museum der Moderne Salzburg, Rupertinum (2017)

Das Museum der Moderne Salzburg verfügt über zwei Standorte, das in der Salzburger Altstadt befindliche Stammhaus Rupertinum, das 1983 eröffnet wurde, sowie den 2004 eröffneten Neubau auf dem Mönchsberg.

## Geschichte
Das Museum geht auf eine Stiftung des Salzburger Kunsthändlers Friedrich Welz (Galerie Welz) zurück, in seiner Privatsammlung befand sich auch ein Gutteil des Werks seines Freundes Oskar Kokoschka.
1983 wurde beschlossen, ein eigenes Museum dafür zu begründen, und in einem Altstadthaus, dem Rupertinum als Salzburger Museum für moderne Kunst und graphische Sammlungen. Integriert wurde unter dem ersten Direktor auch die Österreichische Fotogalerie des Bundes.
Nach zwanzig Jahren des Bestehens wurde nach langer Entscheidungsfindung der Bau eines weiteren Museums auf dem Mönchsberg begonnen. 2003 wurde die Museum der Moderne – Rupertinum Betriebsgesellschaft mbH eingerichtet, und das zweite Haus Oktober 2004 eröffnet, es zeigt seither Sammlungsbesitz und Wechselausstellungen.

### Direktoren
- Friedrich Welz (österreichischer Kunsthändler und Verleger)
- Otto Breicha (österreichischer Kunsthistoriker, Gründungsdirektor)
- 1998–2001: Peter Weiermair (deutsch-österreichischer Kunsthistoriker)
- 2001–2005: Agnes Husslein (österreichische Kunsthistorikerin)
- 2005–2013: Toni Stooss (Schweizer Kunsthistoriker)
- 2013 – August 2018: Sabine Breitwieser (österreichische Kunstmanagerin)[2]
- 2018–2022: Thorsten Sadowsky[3]
- seit Januar 2023: Harald Krejči[4]

## Bestände und Ausstellungen
In beiden Häusern werden Wechselausstellungen internationaler und österreichischer Kunst der Gegenwart und der klassischen Moderne gezeigt.
Das Museum der Moderne Salzburg verfügt über eine Sammlung österreichischer Kunst der klassischen Moderne und der Gegenwart. Neben Malerei und Skulptur hat das Museum eine umfangreiche internationale Graphiksammlung. Einen weiteren Sammlungsschwerpunkt bildet die österreichische Fotografie nach 1945. Des Weiteren verwaltet das Museum der Moderne Salzburg die Fotosammlung des Bundes als Dauerleihgabe. Im Januar 2014 wurde die Sammlung Generali Foundation dem Museum ebenfalls als Dauerleihgabe anvertraut.

## Museum der Moderne Salzburg, Rupertinum

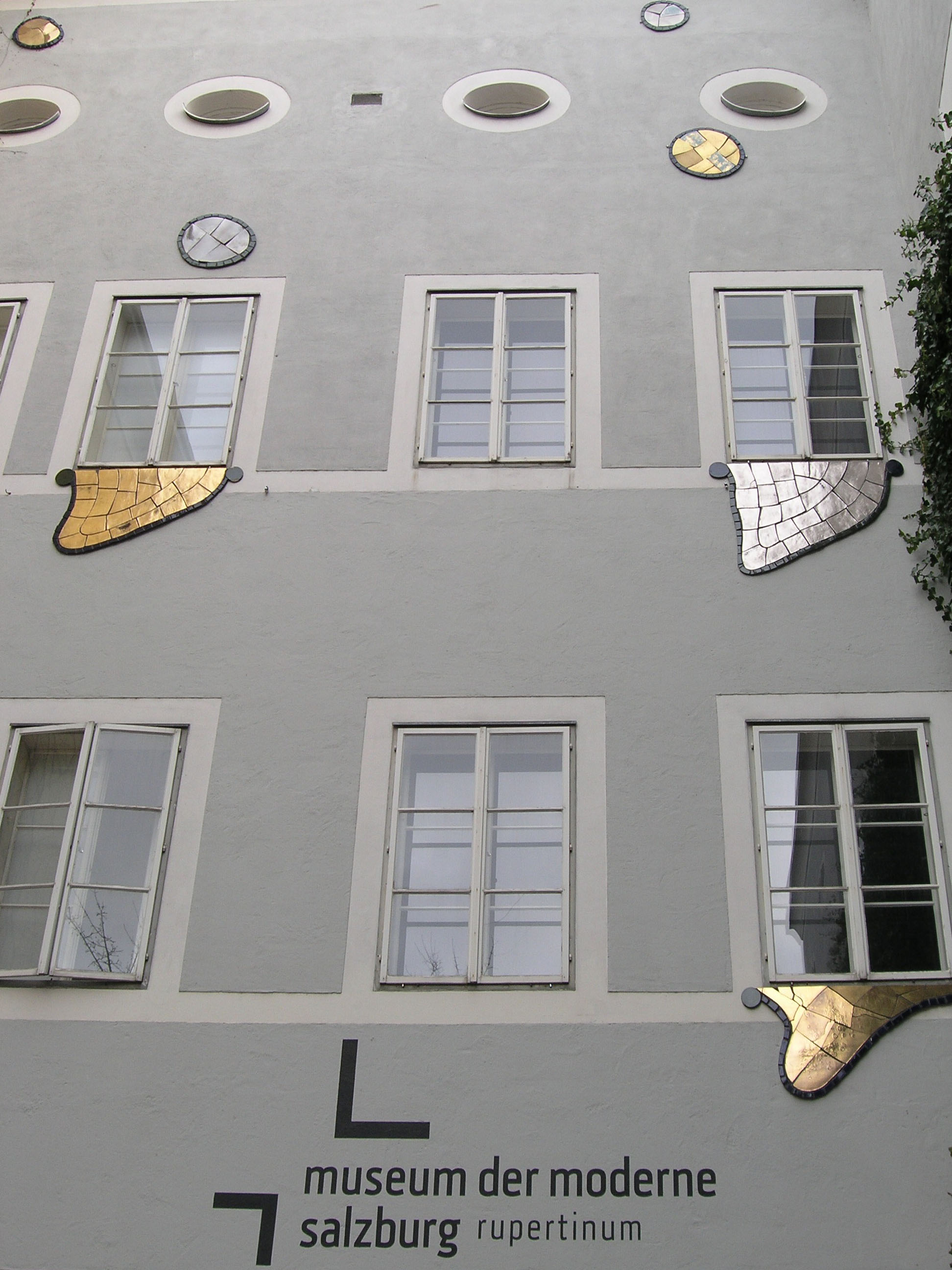
Museum der Moderne Salzburg, Rupertinum

Der Standort Rupertinum des Museum der Moderne Salzburg befindet sich in einem frühbarocken Gebäude in der Altstadt von Salzburg schräg gegenüber dem Festspielhaus am Max-Reinhardt-Platz. Das Gebäude wurde 1653 von Erzbischof Paris Lodron errichtet. Unter dem Namen Collegium Rupertinum diente es einst der Ausbildung des Priester- und Beamtennachwuchses. 1976 erwarb das Land Salzburg das Gebäude für die Errichtung der damals Moderne Galerie und Graphische Sammlung Rupertinum genannten Einrichtung. Das Gebäude wurde vom Salzburger Architekten Gerhard Garstenauer adaptiert. Für das Äußere des Hauses wurden von Friedensreich Hundertwasser die „Zungenbärte“ entwickelt. Diese keramischen Applikationen befinden sich unter den Fenstern des Innenhofes und sorgten bei der Eröffnung des Museums im Jahr 1983 für heftige Diskussionen. Da das Museum im Laufe der Zeit für die Ausstellungstätigkeit zu klein wurde, kam es zur Erweiterung durch einen zweiten Museumsbau auf dem Mönchsberg.

## Museum der Moderne Salzburg, Mönchsberg

### Vorgeschichte: Café Winkler, Casino

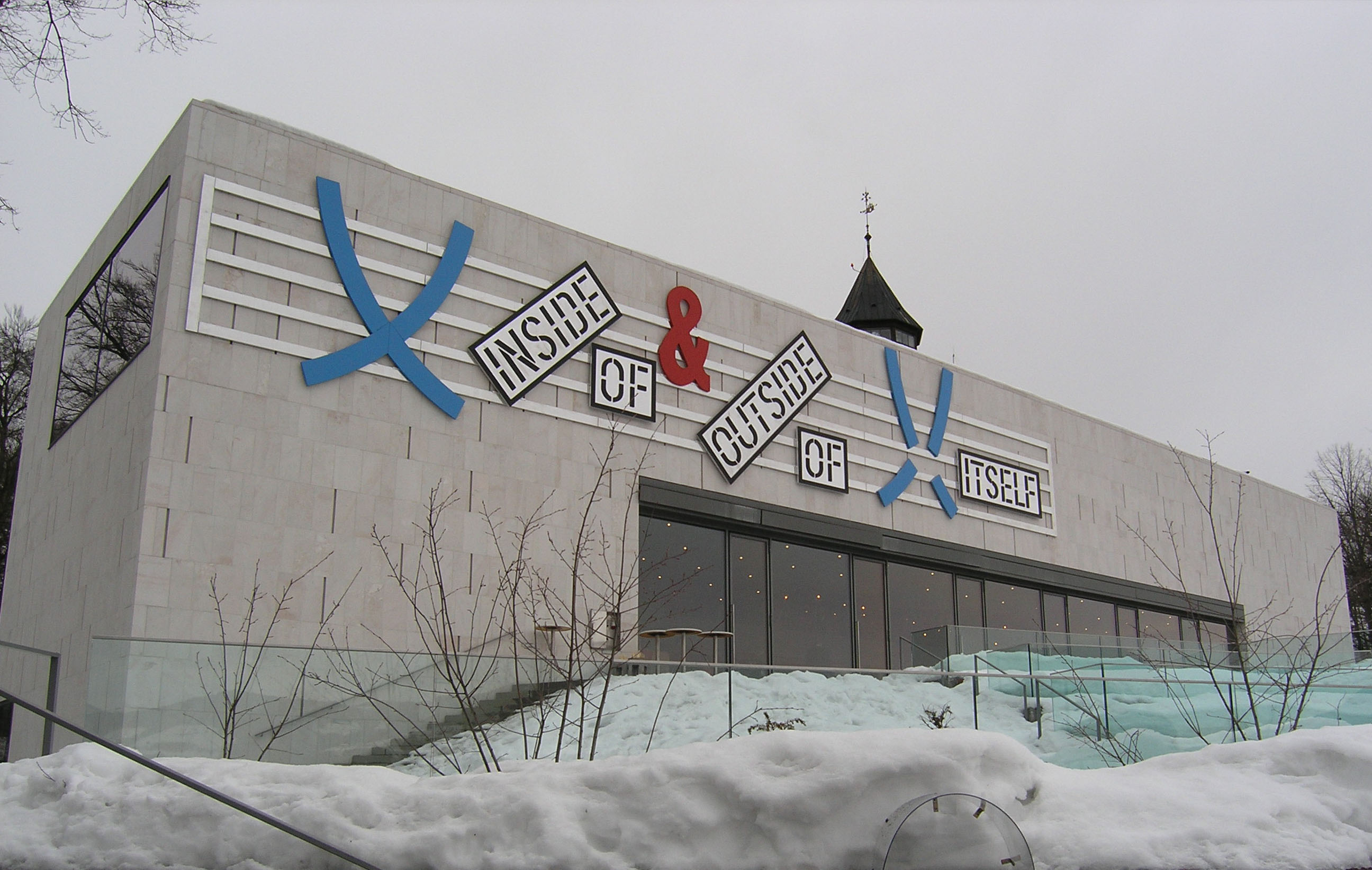
Museum der Moderne Salzburg, Mönchsberg

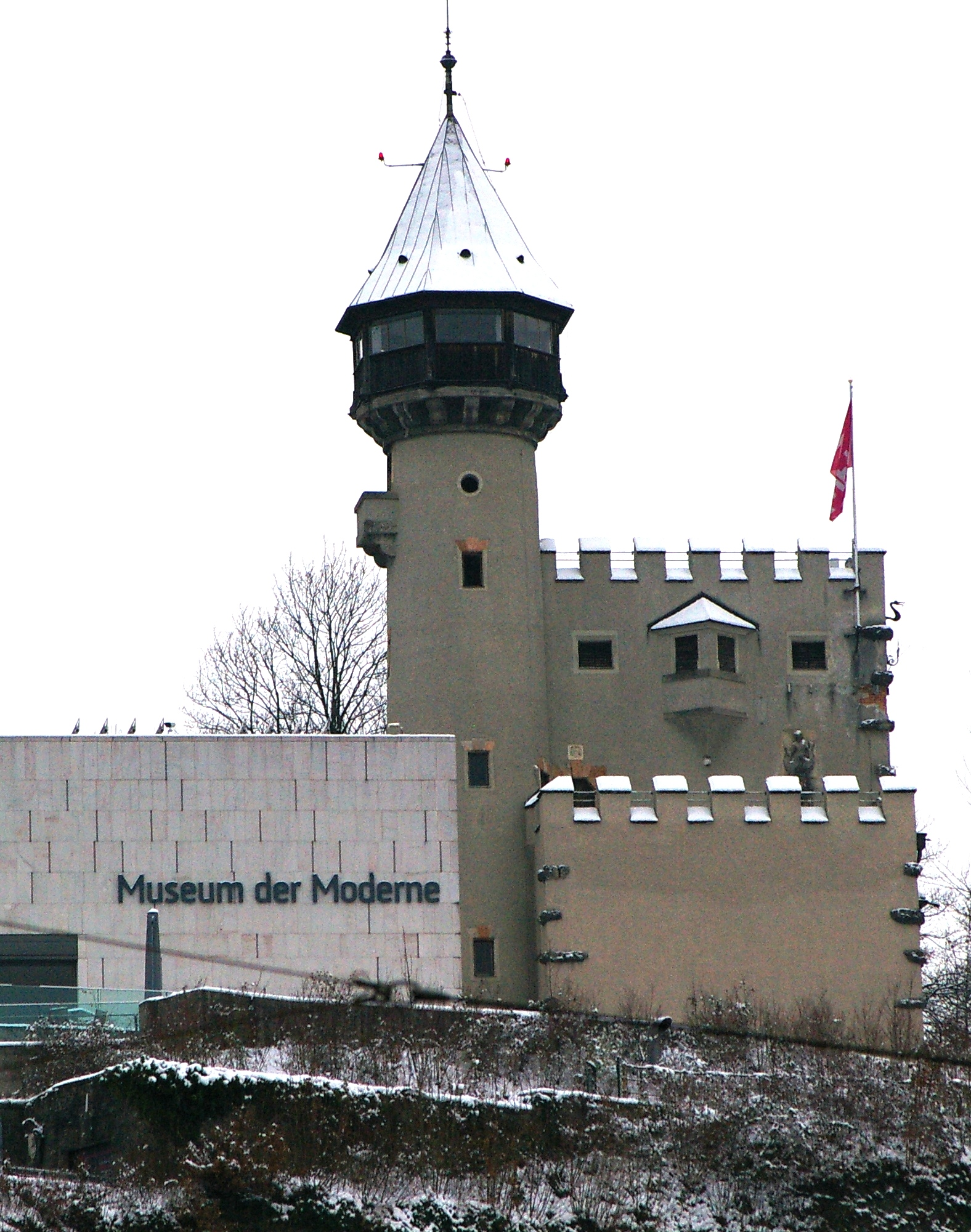
Der Amalie-Redlich-Turm (bis 2014 als Wasserturm bezeichnet)

Der 2004 eröffnete Museumsbau befindet sich auf dem Mönchsberg, von dem aus man einen spektakulären Blick auf Salzburg hat.
Hier befand sich seit Bau des so genannten Elektrischen Aufzugs im Jahr 1890 durch Karl Leitner (heute Mönchsbergaufzug) die Restauration Elektrischer Aufzug. 1946 pachtete der Hotelier Hermann Winkler das Haus von der Stadt und ließ es großzügig zum Grand Café Winkler umbauen, ein beliebtes Tanzcafé und Ausflugsziel, in dem das Sattler-Panorama ausgestellt war (heutiger Standort ist das Panorama Museum). Von 1977 bis 1993 beherbergte das Gebäude das Salzburger Casino, das heute im Schloss Kleßheim untergebracht ist, zu diesem Zweck wurde der Nachkriegsbau grundlegend umgebaut.
In den 1980er Jahren engagierte sich die Bürgerliste unter Johannes Voggenhuber für eine Museumsreform und die Weiterentwicklung der lokalen kulturellen Tradition. In diesem Zusammenhang wurde Jahren ein erster internationaler Architektenwettbewerb für ein Museum auf dem Mönchsberg ausgetragen. Die Realisierung des Siegerprojektes von Álvaro Siza Vieira scheiterte an verschiedenen Widerständen. In dieser Zeit war auch eine Kooperation mit dem Solomon R. Guggenheim Museum in New York in der Diskussion, für das Hans Hollein ein Museum im Fels des Mönchsbergs entwarf (Museum im Mönchsberg). Dieses Projekt wurde jedoch von der Salzburger Politik und dem damaligen Landeshauptmann Katschthaler angesichts der hohen erwarteten Kosten nicht besonders unterstützt. Angesichts des wasserdurchlässigen Mönchsbergfelsens und der erwarteten hohen Luftfeuchtigkeit war aber auch die Realisierbarkeit umstritten.
Landeshauptmann Franz Schausberger erhob die Realisierung eines Museums auf dem Berg zu einem seiner wichtigsten kulturpolitischen Ziele und erreichte in langen Verhandlungen die dafür notwendige Finanzierung durch Bund, Land und Stadt. Zur Realisierung des Projektes schrieb das Land Salzburg 1998 einen weiteren Architektenwettbewerb für einen Museumsbau auf dem Mönchsberg als Erweiterung des Rupertinums aus. Die internationale Jury unter dem Vorsitz von Luigi Snozzi entschied sich für das Projekt der Münchner Architekten Friedrich, Hoff und Zwink. Das neue Museum der Moderne auf dem Mönchsberg wurde am 23. Oktober 2004 mit einer die zeitgenössische Sammlung des Rupertinums präsentierenden Ausstellung zum Thema „Vision einer Sammlung“ eröffnet.

### Architektur
Der Bau der Architekten Friedrich, Hoff und Zwink ist ein kubischer Mauerkörper mit einer breit gelagerten Öffnung an der Vorderseite. Hinter dieser verglasten Öffnung befindet sich das Restaurant des Museums. Die Architekten sahen die wichtigste architektonische Aufgabe darin, das Museum „in die Besonderheit seines Bauplatzes zu verankern“. Wie alle anderen Bauten an dieser Stelle, so reflektieren auch sie den beeindruckenden Blick auf die Stadt. Dieser ist vom Restaurant aus möglich, das sich hinter einer breiten Fensterfront befindet und dem eine große Terrasse vorgelagert ist. Kleinere vorgelagerte und etwas tiefer liegende Terrassen sind der horizontalen Schichtung des Berges nachmodelliert.
Der Museumsbau steht in klarem Abstand zu dem 1892 errichteten Wasserturm (seit 2014 als Amalie-Redlich-Turm bezeichnet) und ist in seinem minimalistischen, klar modernistischen äußeren Erscheinungsbild ein Kontrast zur Ornamentik des Turms.
Das Innere des Gebäudes ist in Analogie zur serpentinenförmigen Landschaftsbewegung als Spirale angelegt. Der Besucher erreicht die drei Ausstellungsebenen über breite geradlinige Treppen, die von oben belichtet werden. Die hohen verglasten Treppenschächte öffnen das Gebäude nach oben und binden den Wasserturm in die Blickachse ein. Im Gegensatz zu dieser extrovertierten Gestaltung sind die Ausstellungsräume einfach und mit einer neutralen Wandabwicklung gestaltet. Mit ihrem stringent geschlossenen Raumkonzept unterstreichen die Architekten das Museum als Ort, „an dem sich Kunst und Betrachter begegnen“, als „Ort der Sammlung, der Betrachtung und des Austauschs“. Das geschlossene Raumkonzept wird jedoch an einigen wenigen Stellen aufgelöst. Auf der dritten Ebene gibt ein breites Fenster den Ausblick auf die Skulpturenterrasse frei. Auf der vierten Ebene erhält man über Ausblicke einen Bezug zur Natur, die das Museum mit dem Naturschutzgebiet des Mönchsbergs umgibt. Die Architektur bildet den Rahmen für diese Ausblicke. Sie führt dem Besucher die Schönheit der Natur vor Augen und lässt je nach Jahreszeit immer wieder ein neues „Naturbild“ entstehen.
Der Standort Mönchsberg des Museum der Moderne Salzburg verfügt insgesamt über drei Ausstellungsebenen von insgesamt 2300 m². Zwei davon sind mit Kunstlicht gestaltet, die oberste Ebene erhält durch Oberlicht natürliches Licht.
Die Innenausstattung des Restaurants stammt von Matteo Thun und reflektiert die ländlichen und religiösen Traditionen Salzburgs. Eine Lichtinstallation mit dem Titel Lusterweibchen aus Hirschgeweihen (eine Spende der Bundesforste) überspannt beinahe den gesamten Raum. An der Längswand gegenüber der Fensterfront befindet sich eine Bankzeile mit Verspiegelung, sodass auch jene das Panorama sehen können, die mit dem Rücken zur Aussicht sitzen. Im Restaurant herrschen die traditionellen Farben Kardinalrot und das Dunkelgrün der Jagd. Ein weiteres Gestaltungselement sind gold verzierte Sessel, die an erzbischöfliche Ausstattungen erinnern.

## Neues Depot in Koppl
Bisherige Räume anderswo wurden zu klein. Am Fuß des Gaisbergs im Ortsteil Guggenthal von Koppl wurde Grünland umgewidmet und von einem privaten Bauträger um 7 Mio. Euro Kosten in 10 Monaten Bauzeit bis Anfang Dezember 2017 ein modern klimatisiertes Depot bezugsfertig errichtet. Das Gebäude wird vom Museum der Moderne Salzburg für die Dauer von 40 Jahren angemietet. Seit 2018 sind im Depot die am Museum der Moderne Salzburg beheimateten Sammlungen (hauseigene Sammlung, Fotosammlung des Bundes und Sammlung Generali Foundation) eingelagert.
Der aus Betonfertigteilen errichtete Bau, dessen Flachdach rund 10 Gebläse-Wärmetauscher und auch Sonnenwärmekollektoren trägt und begrünt werden soll, wird vom Naturschutzbund als landschaftzerstörender „Betonklotz“, als Pockennarbe kritisiert. Vermutlich teurer doch vorbildhaft wäre die Sanierung der ehemaligen Brauereigebäude des Guts Guggenthal gewesen.

## Sonstiges
Am 1. Mai 2011 verausgabte die Österreichische Post im Rahmen der Dauermarkenserie „Kunsthäuser“ eine Briefmarke zu dem Objekt am Mönchsberg.

## Filme
- Museum der Moderne, Salzburg (= Museums-Check. Folge 4). Reportage, 30 Min., Moderation: Markus Brock, Produktion: 3sat. Erstausstrahlung: 10. Oktober 2010.[15]